# Zelleromyces ramispinus
Zelleromyces ramispinus är en svampart som först beskrevs av B.C. Zhang & Y.N. Yu, och fick sitt nu gällande namn av Trappe, T. Lebel & Castellano 2002. Zelleromyces ramispinus ingår i släktet Zelleromyces och familjen kremlor och riskor.   Inga underarter finns listade i Catalogue of Life.